# Queue de vire
La queue de vire est un nœud de la famille des nœuds de boucle. C'est une version cohérente du nœud de pompier.

## Nouage de base
1. Réaliser un nœud de cabestan ;
2. imbriquer les deux boucles de façon à obtenir un nœud de capelage ;
3. au cœur du nœud, attraper le passant supérieur avant qu'il sorte, et lui faire faire une boucle[2] ;
4. coiffer en clef la boucle dont ce passant est issu[3] ;

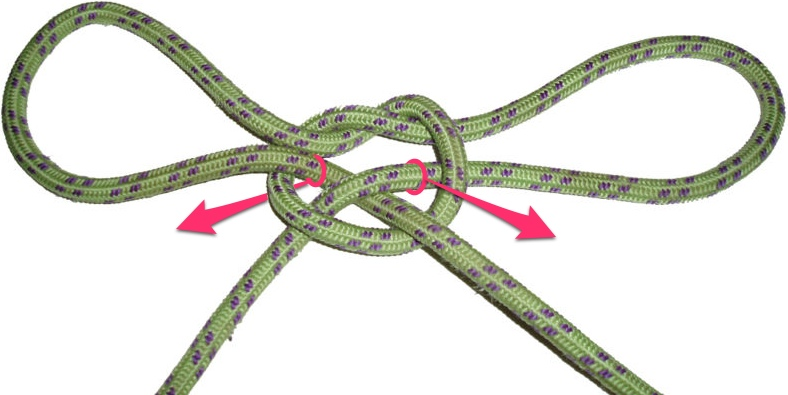
Réaliser les clefs en tirant les brins au cœur du nœud de capelage. Dans cet exemple, en tirant par-dessus pour réaliser la clef à droite, par-dessous pour réaliser la clef à gauche.

1. procéder de même de l'autre côté du nœud, avec le brin du dessous.
2. Serrer en tirant alternativement sur boucles et brins.

## Nouage en triple boucle
Doubler une des deux boucles du nœud de cabestan initial, puis agir comme précédemment.

## Sécurité
Ce nœud n'est ni testé ni documenté.